# (157473) Emuno
(157473) Emuno est un astéroïde de la ceinture principale.

## Description
(157473) Emuno est un astéroïde de la ceinture principale. Il fut découvert le 23 août 2005 à La Cañada par Juan Lacruz. Il présente une orbite caractérisée par un demi-grand axe de 2,35 UA, une excentricité de 0,18 et une inclinaison de 4,6° par rapport à l'écliptique.

## Compléments